# أنظمة دي-ويف

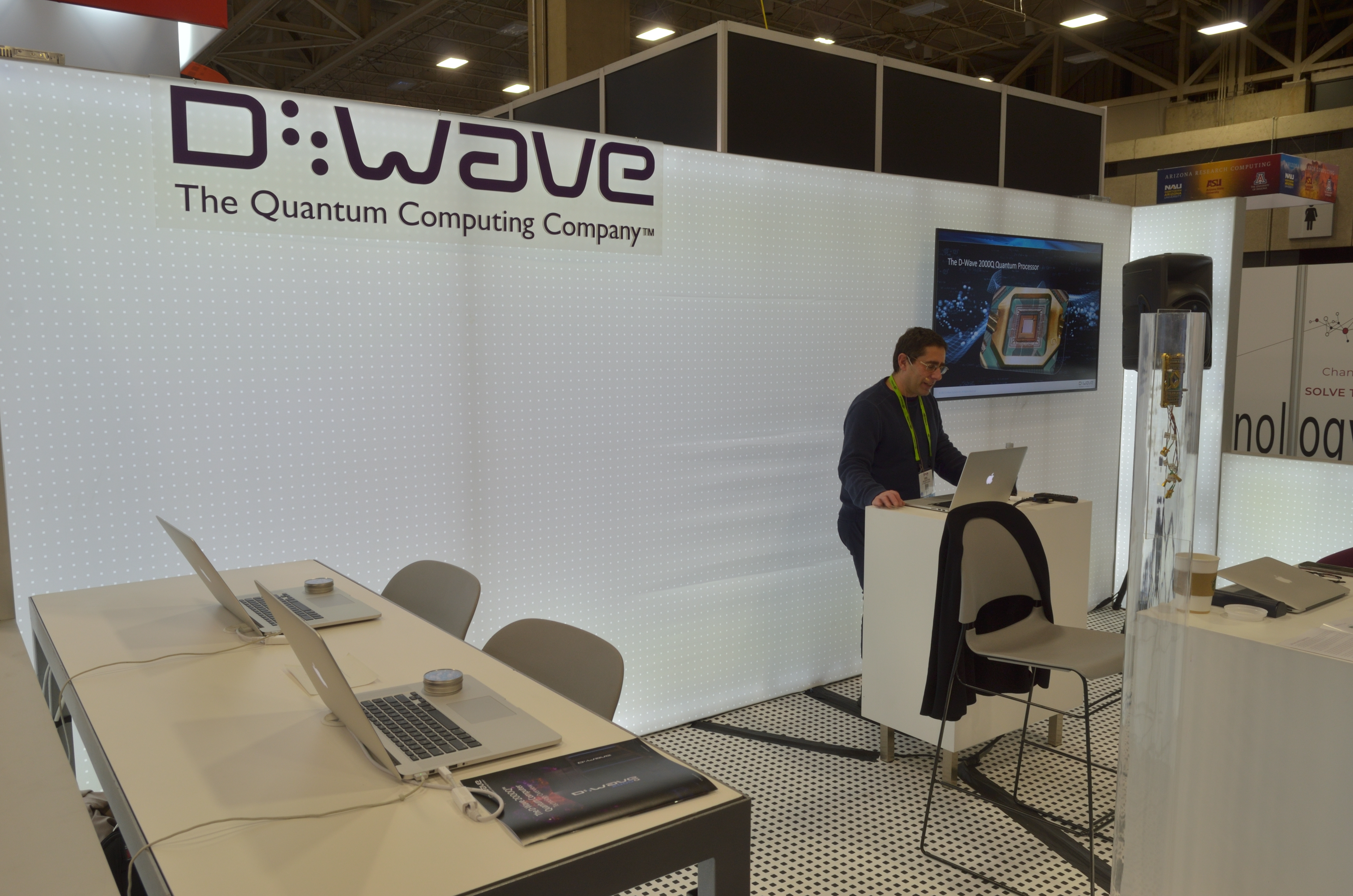
دي-ويف في مؤتمر SC18

انظمة الموجة دي (دي ويف) D-Wave Systems. هي شركة حوسبة كمومية كندية، مقرها في برنابي، كولومبيا البريطانية، كندا. كانت دي-ويف أول شركة في العالم تبيع أجهزة الكمبيوتر لاستغلال التأثيرات الكمية في عملياتها. يشمل عملاء دي-ويف الأوائل شركة لوكهيد مارتن وجامعة جنوب كاليفورنيا وجوجل / ناسا ومختبر لوس ألاموس الوطني.
في عام 2015، تم تثبيت كمبيوتر دي-ويف اكس2كم مع أكثر من 1000 كيوبت في مختبر الذكاء الاصطناعي الكمي في مركز أبحاث ناسا أميس. وقاموا بعد ذلك بشحن أنظمة مع 2048 كيوبت. في عام 2019، أعلنت دي-ويف عن توفر نظام 5000 كيوبت في منتصف عام 2020، باستخدام شريحة حصان مجنح الجديدة مع 15 اتصالًا لكل كيوبت. لا تقوم انظمة دي-ويف بتطبيق كمبيوتر كمي بشكل عام؛ بدلاً من ذلك، تنفذ أجهزة الحاسوب الخاصة بهم ما يسمى التلدين الكمي المتخصص.
طريقة عمل الشركة هو عبارة عن تسريع الحوسبة، حيث تدخل أجهزة الكمبيوتر الكمومية مباشرة في نسيج ضخم لا يمكن تصوره من الواقع من خلال علوم ميكانيكا الكم. حيث إن الحوسبة الكمومية لديها القدرة على أن تؤدي إلى اختراقات في العلوم والأعمال والمجالات الأخرى.

## تاريخ الشركة
تأسست دي-ويف من قبل كل من

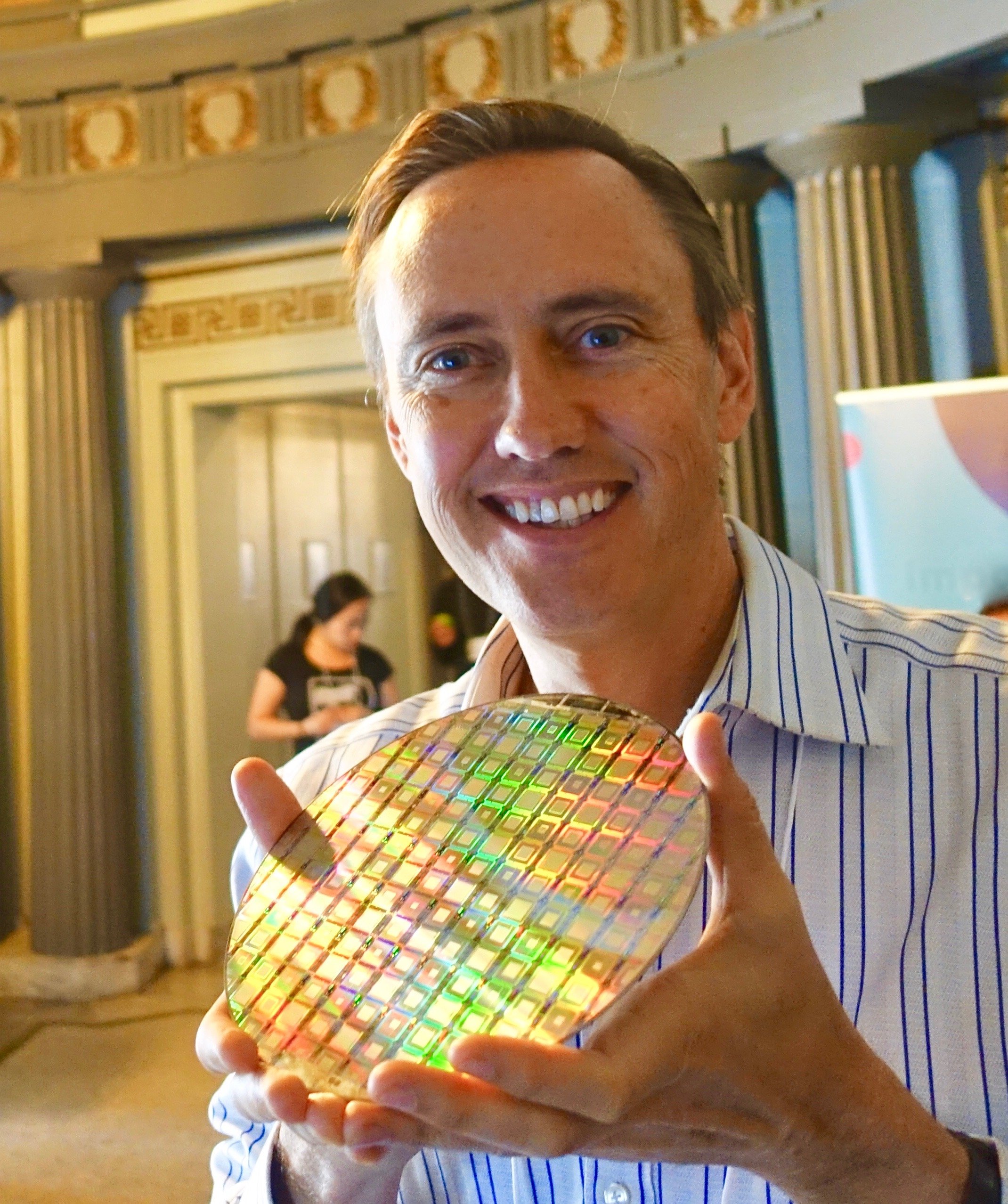
ستيف جورفيتسون يحمل رقاقة من معالج دي-ويف

- هيغ فاريس - الرئيس السابق لمجلس الإدارة
- جوردي روز - الرئيس التنفيذي السابق / كبير التكنولوجيا في التكنولوجيا
- بوب وينز -المدير المالي السابق
- ألكسندر زاغوسكين [5] -نائب الرئيس السابق للأبحاث وكبير العلماء.

حيث قام هيغ فاريس بتدريس دورة إدارة الأعمال في جامعة كولومبيا البريطانية، حيث حصل روز على درجة الدكتوراه، وكان زاغوسكين زميلًا لما بعد الدكتوراه. يشير اسم الشركة إلى تصميمات الكيوبت الأولى الخاصة بهم، والتي تستخدم الموصلات الفائقة للموجة d.
عملت دي-ويف كفرع من جامعة كولومبيا البريطانية، مع الحفاظ على العلاقات مع قسم الفيزياء وعلم الفلك. قامت بتمويل البحث الأكاديمي في الحوسبة الكمومية، وبالتالي بناء شبكة تعاونية من علماء البحث. تعاونت الشركة مع العديد من الجامعات والمؤسسات، بما في ذلك جامعة كولومبيا البريطانية و IPHT Jena وجامعة شيربروك وجامعة تورنتو وجامعة توينت (هولندا) [الإنجليزية] وجامعة شالمر للتكنولوجيا وجامعة إرلنغن نورنبيرغ ومختبر الدفع النفاث. تم إدراج هذه الشراكات على موقع دي-ويف على الإنترنت حتى عام 2005. في يونيو 2014، أعلنت دي-ويف عن نظام بيئي جديد للتطبيقات الكمومية مع شركة التمويل الحاسوبي 1QB Information Technologies (1QBit) ومجموعة أبحاث السرطان DNA-SEQ للتركيز على حل مشاكل العالم الحقيقي باستخدام الأجهزة الكمومية.
في 11 مايو 2011، أعلنت انظمة دي-ويف عن جهاز دي-ويف One، الموصوف بأنه «أول كمبيوتر كمي متوفر تجاريًا في العالم»، يعمل على مجموعة شرائح 128-qubit  باستخدام التلدين الكمي  لحل مشاكل التحسين. تم بناء دي-ويف اوريون على نماذج أولية مثل دي-ويف's Orion Quantum Computer. كان النموذج الأولي عبارة عن معالج التلدين الكمي بسعة 16 كيوبت، تم عرضه في 13 فبراير 2007، في متحف تاريخ الكمبيوتر في ماونتن فيو، كاليفورنيا. أظهر دي-ويف ما زعموا أنه معالج التلدين الكمي 28 كيلوبت في 12 نوفمبر 2007. تم تصنيع الرقاقة في مختبر الأجهزة الدقيقة التابع لمختبر الدفع النفاث التابع لناسا في باسادينا في كاليفورنيا.
في مايو 2013، أطلق تعاون بين وكالة ناسا وجوجل وجمعية أبحاث الفضاء الجامعية (تعرف اختصارا USRA) مختبر للذكاء الاصطناعي الكمي يعتمد على الكمبيوتر الكمومي دي-ويف 2 بمعالج 512 كيلوبت والذي سيتم استخدامه للبحث في التعلم الآلي، من بين مجالات أخرى من الدراسة. في 20 أغسطس 2015، أعلنت أنظمة دي-ويف  التوافر العام لنظام دي-ويف 2X ، وهو كمبيوتر كمي 1000+ كيلوبت. تبع ذلك إعلان  في 28 سبتمبر 2015، أنه تم تثبيته في مختبر الذكاء الاصطناعي الكمومي في مركز أبحاث ناسا أميس.
في يناير 2017، أصدرت اتظمة دي-ويف جهاز دي-ويف 2000Q ومستودعًا مفتوح المصدر يحتوي على أدوات برمجية لمواد التلدين الكمومية. يحتوي على Qbsolv،  وهو جزء من برنامج مفتوح المصدر يحل مشاكل QUBO على كل من معالجات الشركة الكمومية وبنى الأجهزة التقليدية. عملت انظمة دي-ويف من مواقع مختلفة في فانكوفر في كولومبيا البريطانية، ومساحات معملية في جامعة كولومبيا البريطانية قبل الانتقال إلى موقعها الحالي في ضاحية برنابي المجاورة. تمتلك دي-ويف أيضًا مكاتب في بالو ألتو وفيينا، الولايات المتحدة الأمريكية.[بحاجة لمصدر]

## أنظمة الحاسوب

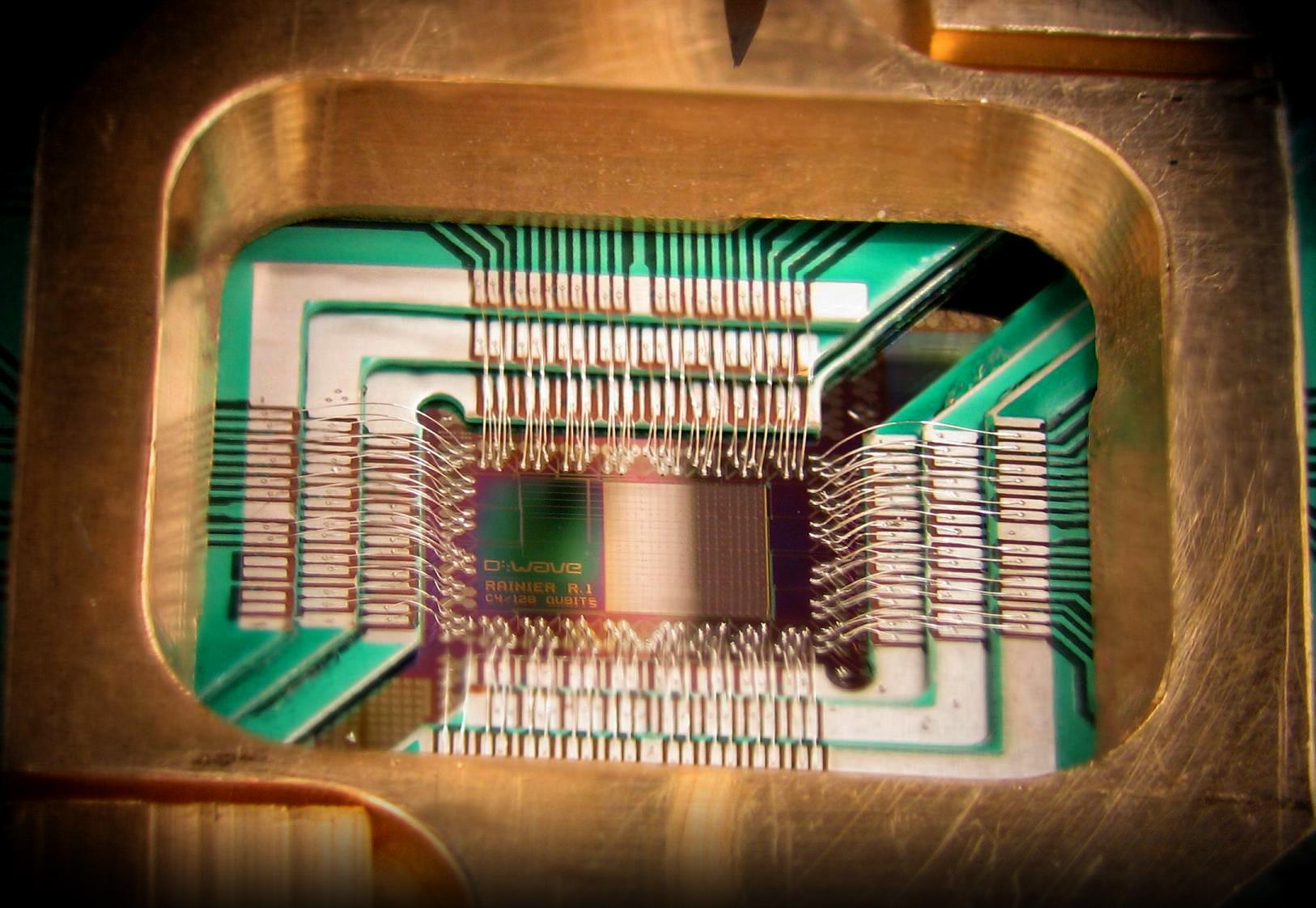
صورة لشريحة تم إنشاؤها بواسطة أنظمة دي-ويف Inc.، تم تصميمها لتعمل كمعالج تحسين كمي فائق التوصيل بقوة 128 كيلوبتًا، مثبتًا في حامل عينة.

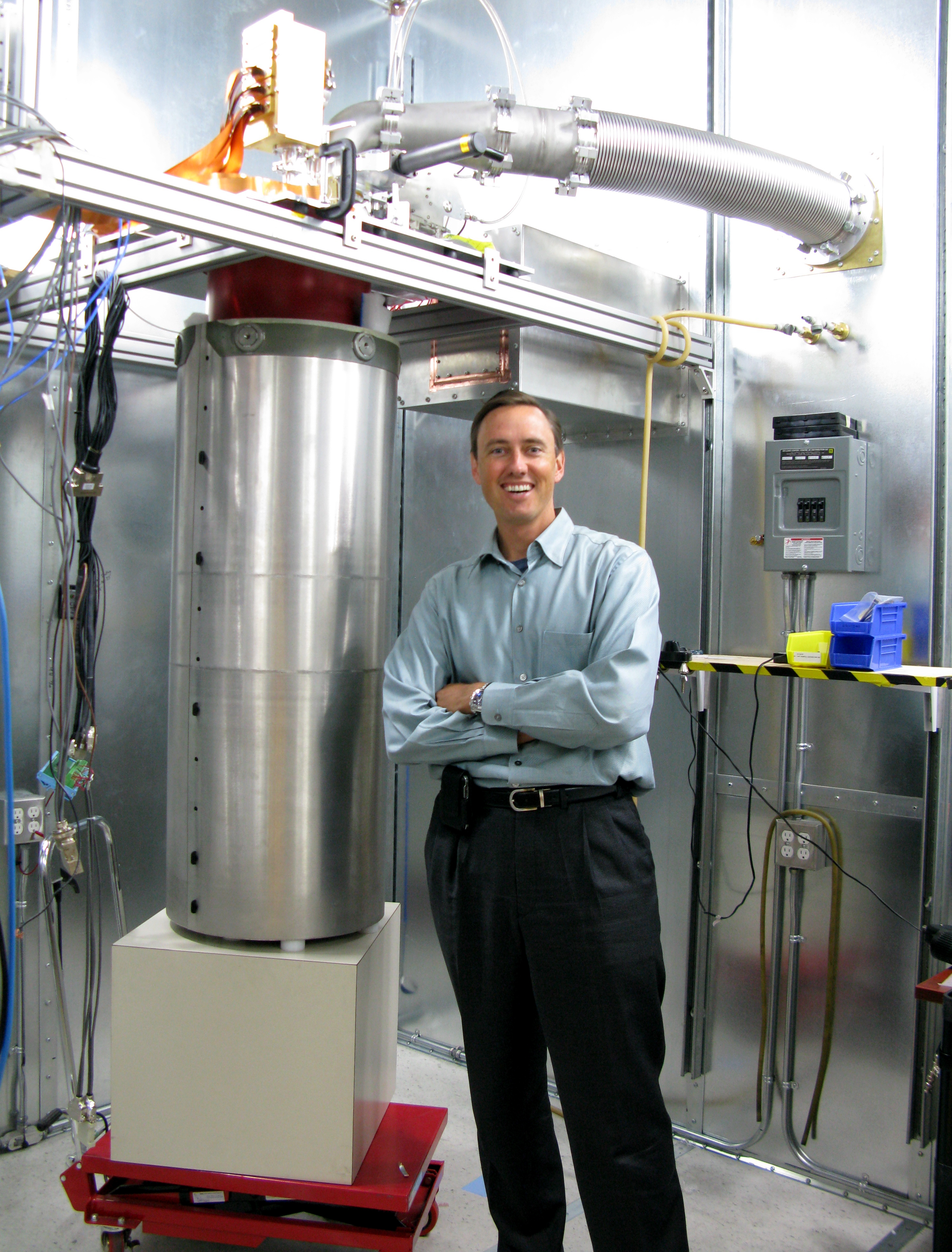
قسم التجميد العميق في D-Wave في برنابي، كولومبيا البريطانية. حيث يمكثل الجزء الأحمر دافئ عند اللمس، ولكن بداخله يكون أكثر برودة من أي مكان يحدث بشكل طبيعي في الكون.

كان أول معالج دي-ويف مُنتَج تجاريًا عبارة عن دائرة متكاملة  فائقة التوصيل مع ما يصل إلى 128 زوجًا من الكيوبتات بتدفق فائق التوصيل. تم استبدال المعالج 128بت كمومي بمعالج 512-كيوبت في عام 2013. تم تصميم المعالج لتنفيذ التلدين الكمي  بدلاً من تشغيله كجهاز كمبيوتر كمي بنموذج بوابة عالمي.
نشأت الأفكار الأساسية لنهج دي-ويف من النتائج التجريبية في فيزياء المادة المكثفة، وخاصة العمل على التلدين الكمي في المغناطيس الذي قام به غابرييل إيبلي وتوماس فيليكس روزنباوم والمتعاونون،  الذين كانوا يفحصون  المزايا،  الذي اقترحه بيكاس K. تشاكرابارتي والمتعاونين من نفق الكم / التقلبات في البحث عن دولة أرض الواقع (ق) في النظارات تدور. تمت إعادة صياغة هذه الأفكار في وقت لاحق بلغة الحساب الكمي من قبل علماء الفيزياء في معهد ماساتشوستس للتكنولوجيا إدوارد فارهي، وسيث لويد، وتيري أورلاندو، وبيل كامينسكي، الذين قدمت منشوراتهم في 2000  و 2004  نموذجًا نظريًا للحساب الكمي الذي يتناسب مع العمل السابق في المغناطيسية الكمومية (على وجه التحديد نموذج الحوسبة الكمومية الثابتة والتلدين الكمي، متغير درجة الحرارة المحدودة)، وتمكين محدد لتلك الفكرة باستخدام كيوبتات التدفق فائقة التوصيل التي هي قريبة للتصميمات دي-ويف المنتجة. من أجل فهم أصول الكثير من الجدل حول نهج دي-ويف، من المهم ملاحظة أن أصول نهج دي-ويف في الحساب الكمي لم تنشأ من مجال المعلومات الكمومية التقليدي، ولكن من فيزياء المادة المكثفة التجريبية. تحتفظ دي-ويف بقائمة من المنشورات التقنية التي راجعها الأقران من قبل علمائها وغيرهم على موقع الويب الخاص بهم.

### نموذجاوريون
في 13 فبراير 2007، عرضت دي-ويف نظام اوريون، حيث قامت بتشغيل ثلاثة تطبيقات مختلفة في متحف تاريخ الكمبيوتر في ماونتن فيو، كاليفورنيا. كان هذا أول عرض عام، من المفترض، لجهاز كمبيوتر كمي والخدمات المرتبطة به. 
أجرى التطبيق الأول، وهو مثال لمطابقة الأنماط، بحثًا عن مركب مشابه لعقار معروف داخل قاعدة بيانات للجزيئات. قام التطبيق التالي بحساب ترتيب الجلوس لحدث يخضع للتوافق وعدم التوافق بين الضيوف. تضمن آخر حل لغز سودوكو. تم تصميم المعالجات الموجودة في قلب «نظام الحوسبة الكمومية اوريون» في دي-ويف لاستخدامها كمعالجات تسريع للأجهزة بدلاً من المعالجات الدقيقة الحاسوبية للأغراض العامة. تم تصميم النظام لحل مشكلة NP كاملة خاصة بنموذج إيزينج ثنائي الأبعاد في مجال مغناطيسي. حيث دي-ويف من الجهاز 16- و qubit فائقة التوصيل ثابت الحرارة كمبيوتر الكم المعالج.
وفقًا للشركة فإن الواجهة الأمامية التقليدية التي تشغل تطبيقًا تتطلب حل مشكلة NP-المتكاملة، مثل مطابقة النمط، تنقل المشكلة إلى نظام اوريون. وفقًا لجوردي روز، المدير المؤسس والرئيس التنفيذي للتكنولوجيا في دي-ويف، فإن مشاكل NP-المتكاملة «ربما لا يمكن حلها تمامًا، بغض النظر عن حجم أجهزة الكمبيوتر الكبيرة أو السريعة أو المتقدمة»؛ الغرض من الكمبيوتر الكمومي الثابت الذي يستخدمه نظام اوريون هو حساب حل تقريبي سريعًا.

#### 2009 اثباتها في جوجل
في 8 ديسمبر 2009، في مؤتمر أنظمة معالجة المعلومات العصبية (NeurIPS)، استخدم فريق بحثي في جوجل بقيادة هارتموت نيفين معالج دي-ويف لتدريب مصنف ثنائي للصور.

### دي-ويف 1
في 11 مايو 2011، أعلنت شركة أنظمة دي-ويف عن تظام دي-ويف 1، وهو نظام حاسوب كمي متكامل يعمل على معالج 128-qubit. المعالج المستخدم في دي-ويف 1، المسمى بالاسم الرمزي "Rainier"، يقوم بعملية حسابية واحدة، تحسين منفصل. يستخدم Rainier التلدن الكمي لحل مشاكل التحسين. يُزعم أن تظام دي-ويف 1 هو أول نظام كمبيوتر كمي متوفر تجاريًا في العالم. تم تحديد سعره بحوالي 10 مليون دولار أمريكي. وجد فريق بحثي بقيادة ماتياس تروير ودانييل ليدار أنه على الرغم من وجود دليل على التلدين الكمي في دي-ويف One، إلا أنهم لم يروا زيادة في السرعة مقارنة بأجهزة الكمبيوتر الكلاسيكية. قاموا بتطبيق خوارزمية كلاسيكية محسنة لحل نفس المشكلة الخاصة مثل دي-ويف One.

#### تعاونلوكهيد مارتنودي ويف
في 25 مايو 2011، وقعت شركة لوكهيد مارتن عقدًا متعدد السنوات مع أنظمة دي-ويف لتحقيق الفوائد استنادًا إلى معالج التلدين الكمي المطبق على بعض مشكلات حساب لوكهيد الأكثر صعوبة. تضمن العقد شراء كمبيوتر دي-ويف 1 الكمومي والصيانة والخدمات المهنية المرتبطة بها.

#### حل مشكلات التحسين في تحديد بنية البروتين
في أغسطس 2012، قدم فريق من باحثي جامعة هارفارد نتائج أكبر مشكلة لطي البروتين تم حلها حتى الآن باستخدام كمبيوتر كمي. قام الباحثون بحل أمثلة على نموذج شبكي لطي البروتين، يُعرف بنموذج ميازاوا – جيرنيجان، على حاسوب كمومي دي-ويف 1.

### دي-ويف 2

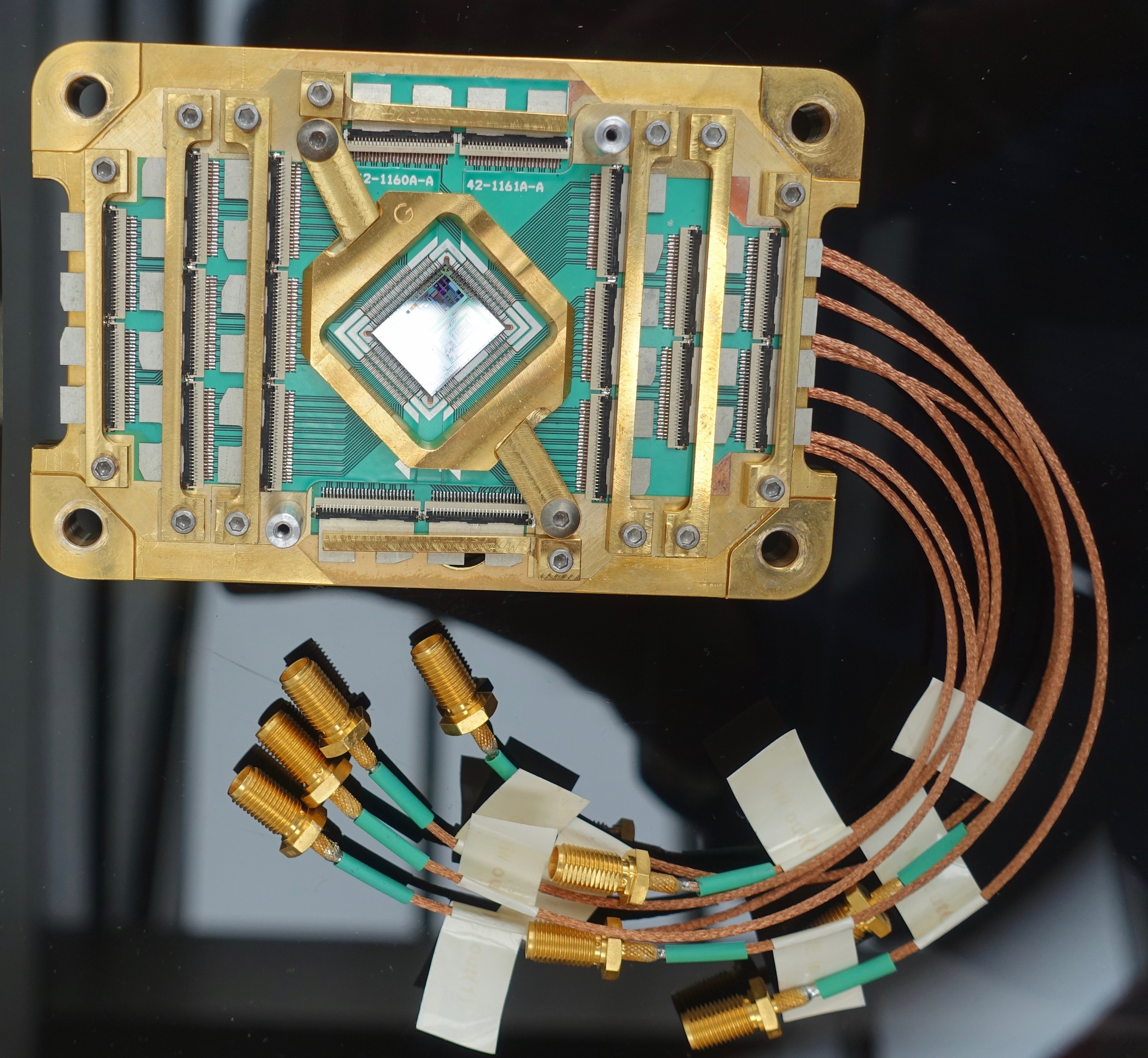
شريحة فيزوف دي-ويف2 512 كيلوبت في علبة التغليف، جاهزة للتبريد إلى الصفر المطلق تقريبًا. في مقر D-Wave الكندي لعقد اجتماع مجلس الإدارة.

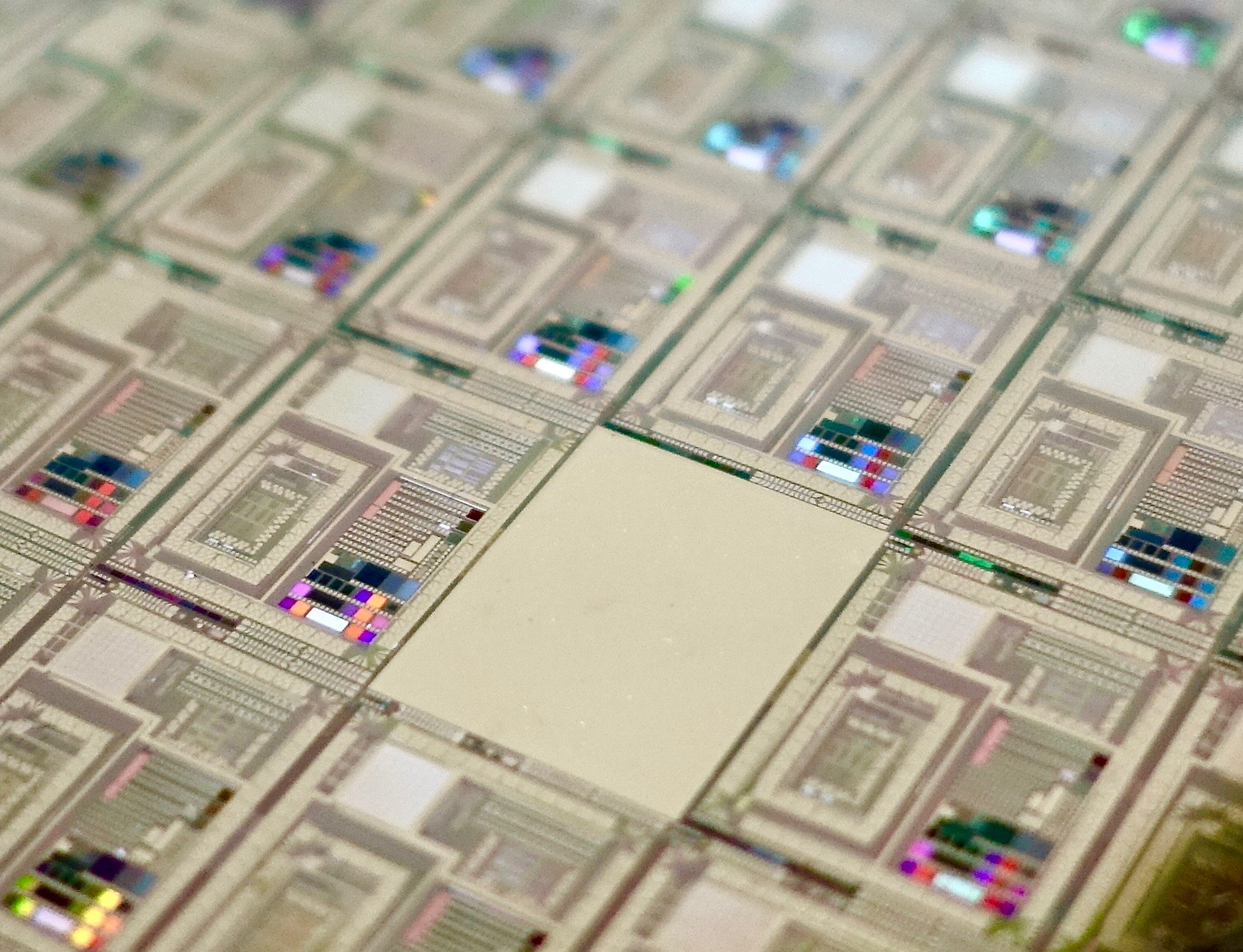
تكبير لصميم رقاقة دي-ويف التي نحمل اسم فيزوف

في أوائل عام 2012، كشفت أنظمة دي-ويف عن كمبيوتر كمي بسعة 512 كيوبت، يحمل الاسم الرمزي فيزوف،  والذي تم إطلاقه كمعالج إنتاج في عام 2013. في مايو 2013، نشرت كاثرين ماكجوتش، مستشارة دي-ويف، أول مقارنة للتقنية مع أجهزة كمبيوتر سطح المكتب العادية المتطورة التي تستخدم خوارزمية تحسين. باستخدام تكوين مع 439 كيوبت، كان أداء النظام أسرع بـ 3600 مرة من CPLEX، وهو أفضل خوارزمية على الجهاز التقليدي، وحل المشكلات مع 100 متغير أو أكثر في نصف ثانية مقارنة بنصف ساعة. تم تقديم النتائج في مؤتمر Computing Frontiers 2013. في مارس 2013، قدمت عدة مجموعات من الباحثين في ورشة عمل الحوسبة الكمية Adiabatic Quantum Computing في معهد الفيزياء بلندن أدلة، وإن كانت غير مباشرة فقط، على التشابك الكمي في رقائق دي-ويف.
في مايو 2013، تم الإعلان عن تعاون بين وكالة ناسا وجوجل ووكالة الولايات المتحدة الأمريكية لإطلاق مختبر الذكاء الاصطناعي الكمي في قسم الحوسبة الفائقة المتقدمة التابع لناسا في مركز أبحاث أميس بولاية كاليفورنيا، باستخدام الموجة الثانية دي-ويف 2 بسعة 512 كيلوبت والتي سيتم استخدامها للبحث في التعلم الآلي، من بين مجالات الدراسة الأخرى.

### دي-ويف إكس2 ودي-ويف 2000Q

حاسوب شركة جي-ويف داخل الحاسوب الفائق

في 20 أغسطس 2015، أصدرت دي-ويف التوافر العام لجهاز الكمبيوتر الخاص بهم دي-ويف 2X، مع 1000 كيوبت في بنية الرسم البياني Chimera (على الرغم من أنه بسبب الإزاحات المغناطيسية وتغير التصنيع المتأصل في تصنيع دارة الموصل الفائق، فإن أقل من 1152 كيوبت هي وظيفية ومتاحة للاستخدام؛ سيختلف العدد الدقيق للكيوبتات الناتجة باختلاف كل معالج محدد تم تصنيعه). كان هذا مصحوبًا بتقرير يقارن السرعات بوحدات المعالجة المركزية ذات الخيوط المفردة المتطورة. على عكس التقارير السابقة، ذكر هذا التقرير صراحة أن مسألة التسريع الكمي لم تكن شيئًا كانوا يحاولون معالجته، وركزوا على مكاسب أداء العامل الثابت على الأجهزة الكلاسيكية. بالنسبة لمشاكل الأغراض العامة، تم الإبلاغ عن تسريع قدره 15 ضعفًا، ولكن من الجدير بالذكر أن هذه الخوارزميات الكلاسيكية تستفيد بكفاءة من الموازاة - بحيث يعمل الكمبيوتر على قدم المساواة مع، ربما، 30 مركزًا متطورًا أحادي الخيط.
يعتمد معالج دي-ويف 2X على شريحة 2048 كيلوبت مع تعطيل نصف وحدات البت؛ تم تنشيطها في دي-ويف 2000Q.

### بيغاسوس (الحصان المجنح)
في فبراير 2019، أعلنت دي-ويف عن الجيل التالي من شريحة المعالج الكمومي بيغاسوس، معلنة أنها ستكون «النظام الكمي التجاري الأكثر اتصالاً في العالم»، مع 15 اتصالاً لكل كيوبت بدلاً من 6 ؛ أن نظام الجيل التالي سيستخدم شريحة بيغاسوس؛ أنه سيكون به أكثر من 5000 كيوبت وضوضاء أقل؛ وأنه سيكون متاحًا في منتصف عام 2020. يتوفر وصف لبيغاسوس وكيف يختلف عن الهندسة المعمارية السابقة «الكيميرا» للجمهور.

## معرض الصور

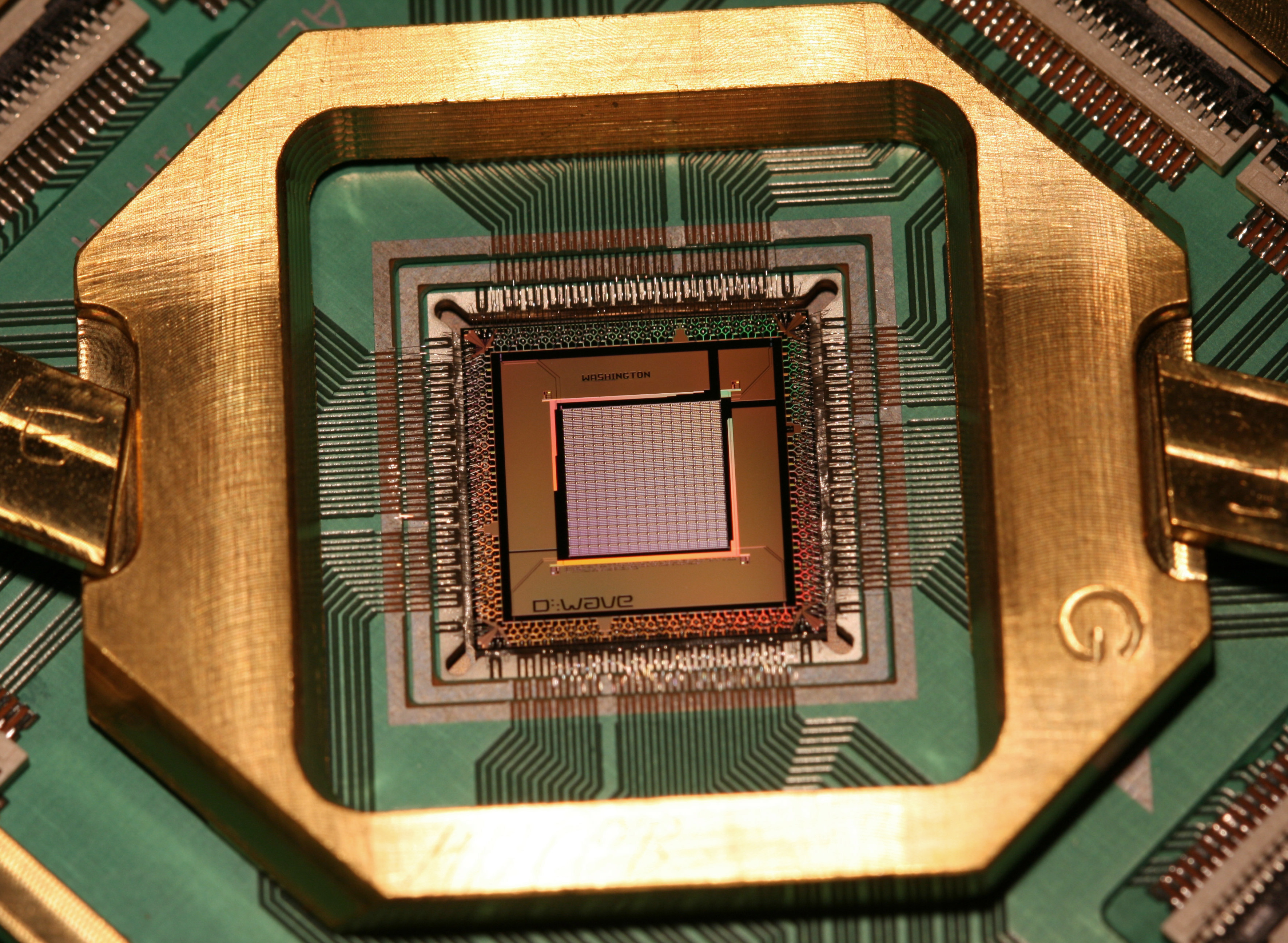
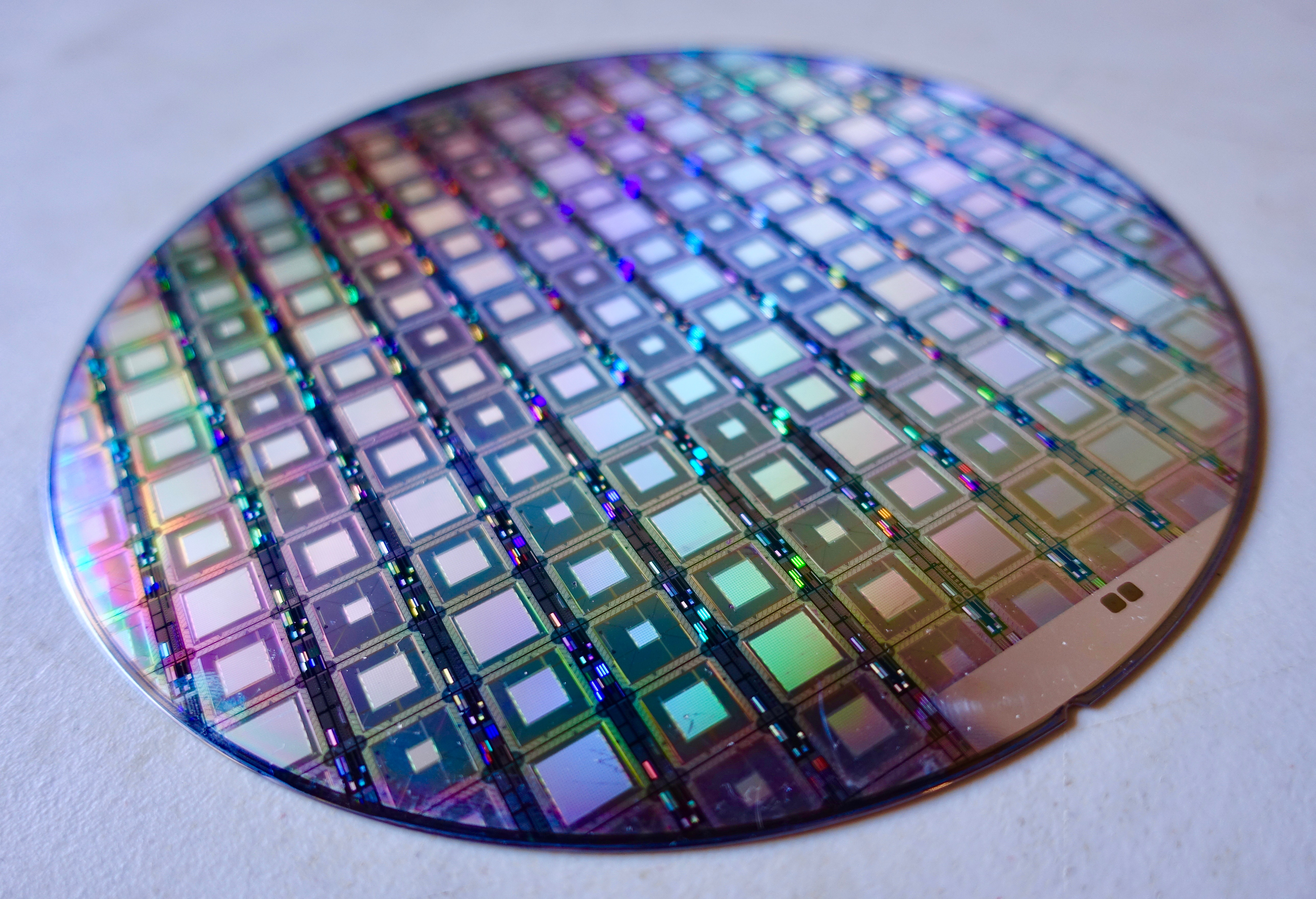
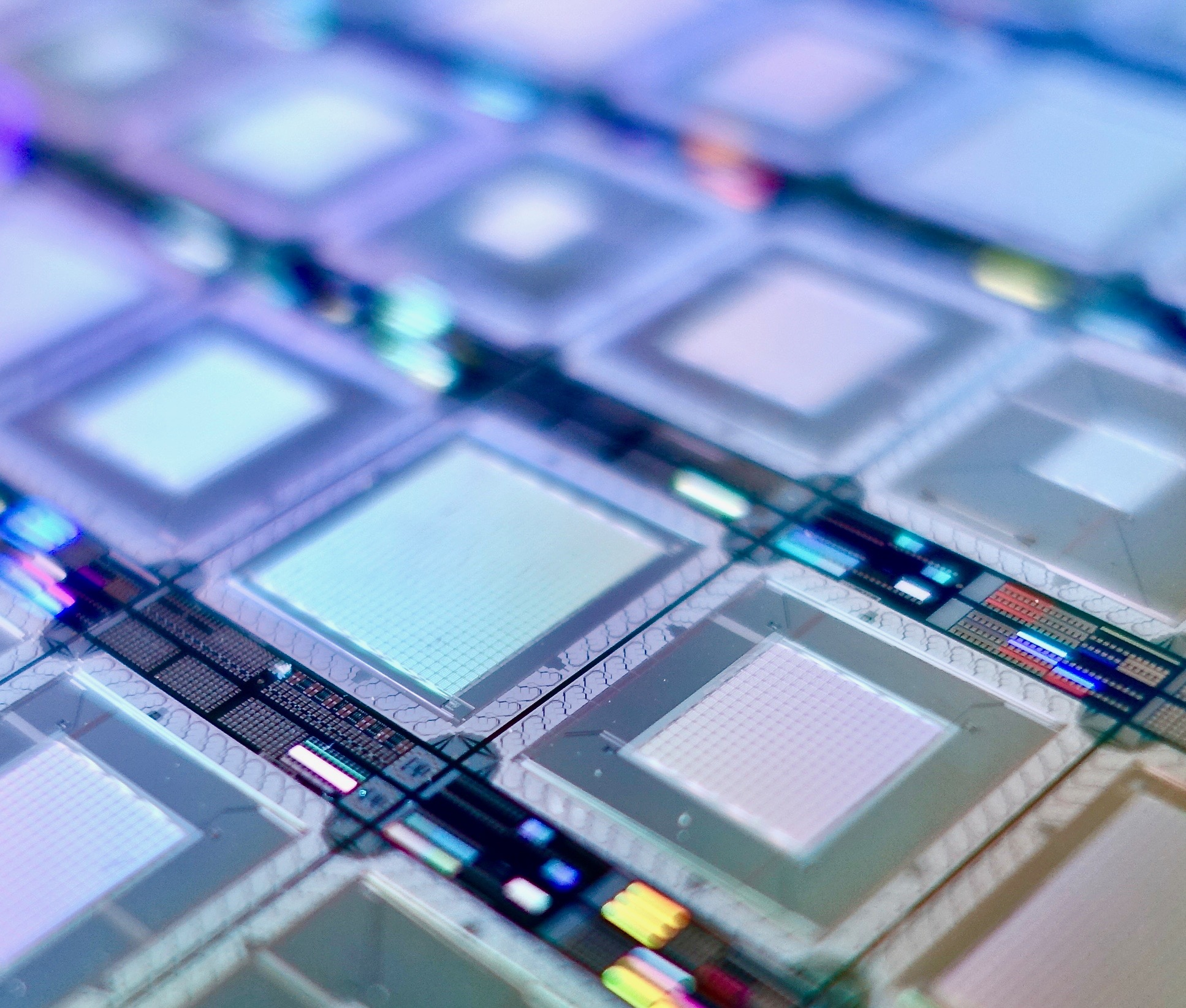
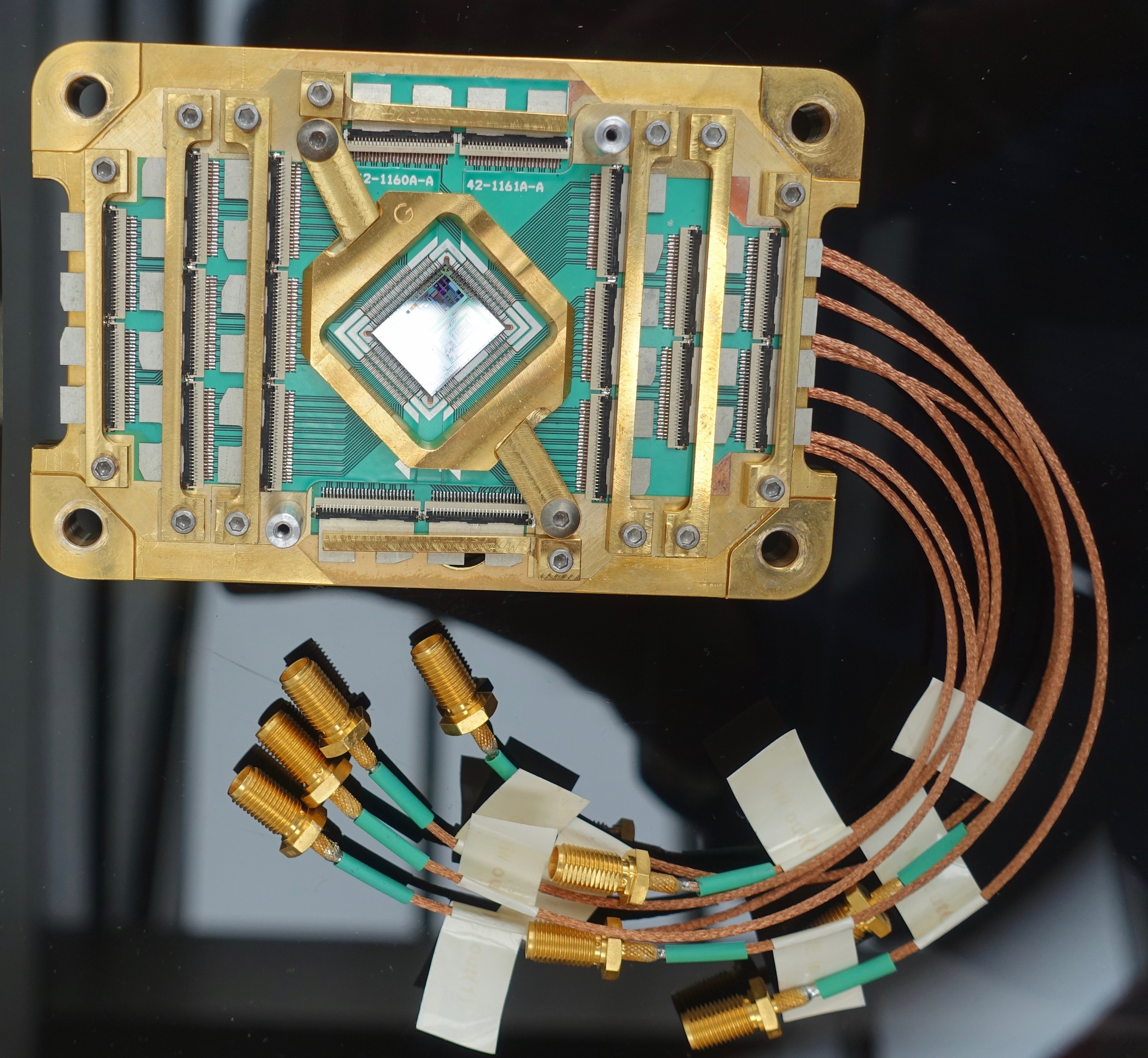
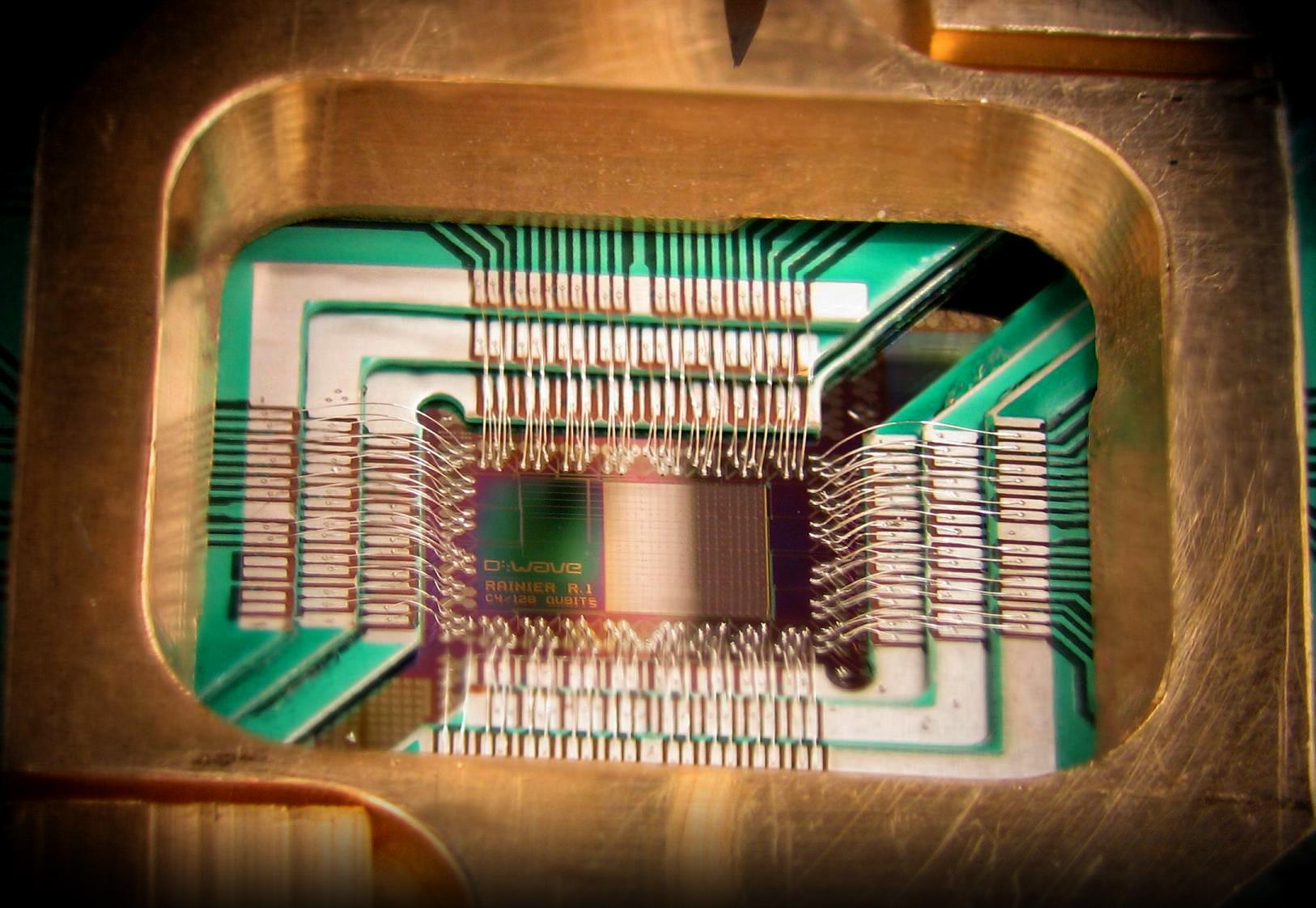
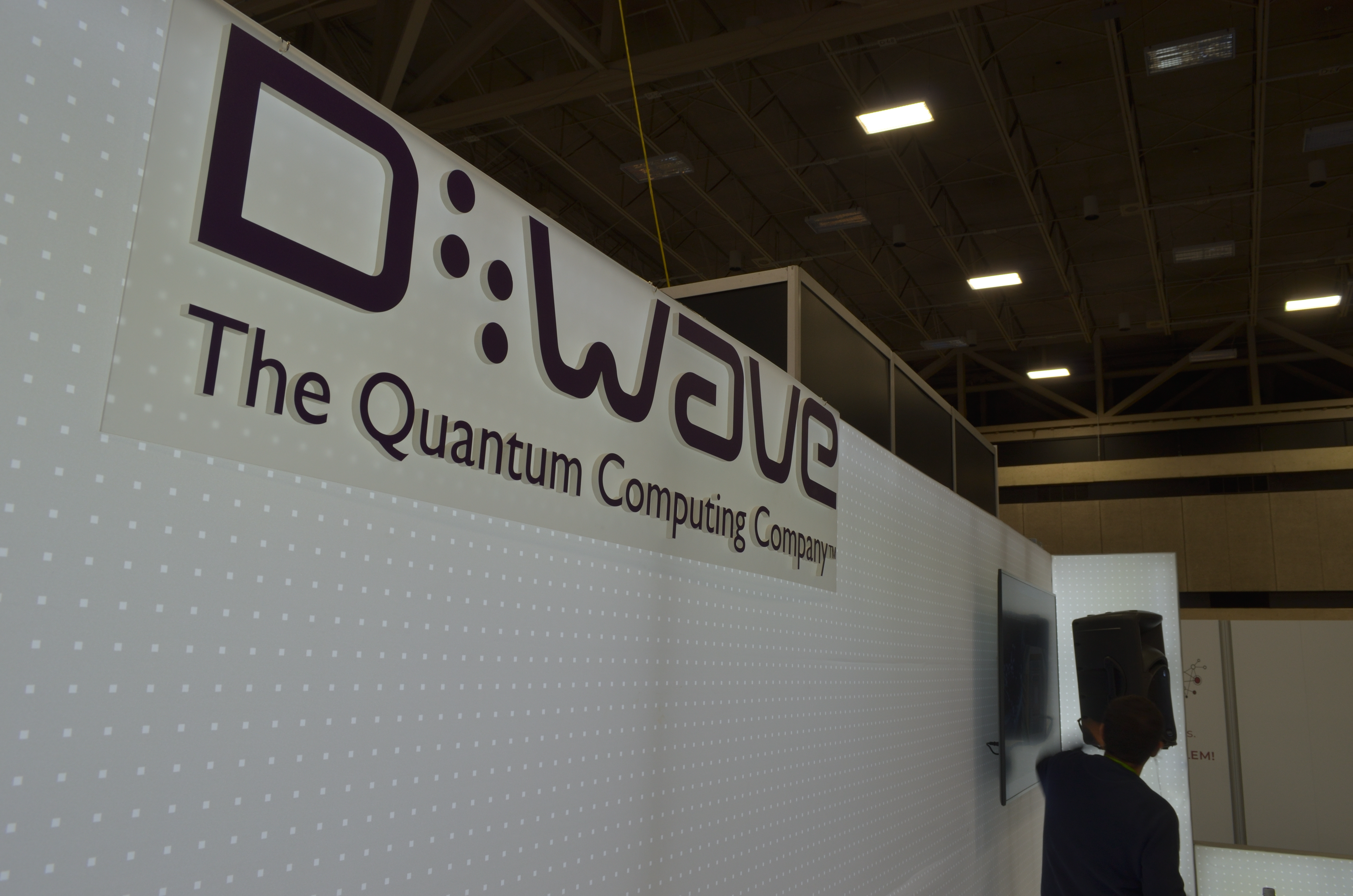
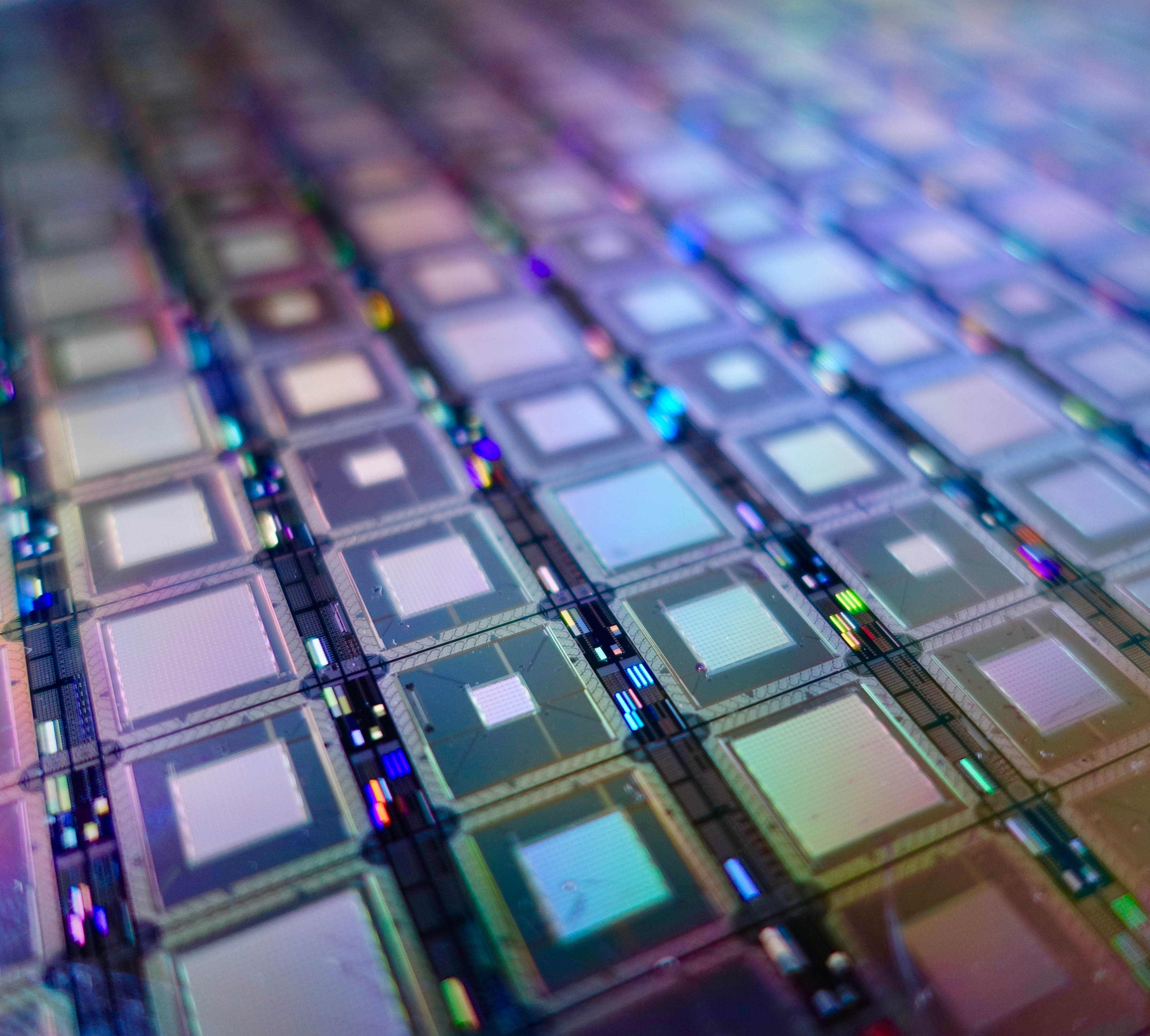
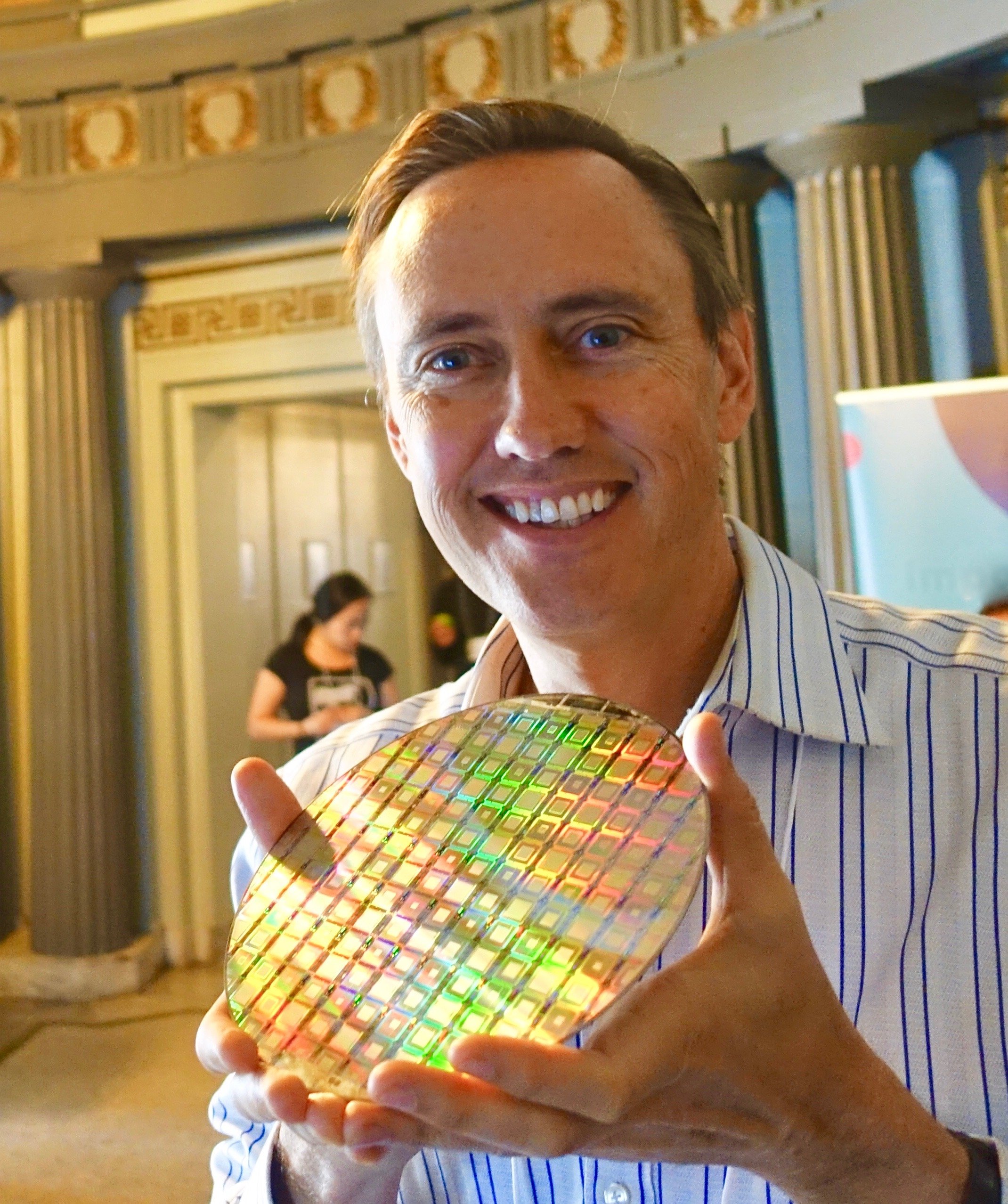

## الروابط الخارجية
- "Announcement of the 16-qubit quantum computer demonstration". 19 يناير 2007. مؤرشف من الأصل في 2023-02-03.
- Quantum Computing Day 2: Image Recognition with an Adiabatic Quantum Computer على يوتيوب
- Karimi. "Investigating the Performance of an Adiabatic Quantum Optimization Processor". {{استشهاد بأرخايف}}: الوسيط |arxiv= مطلوب (مساعدة)
- Ghosh، A.؛ Mukherjee، S. (2 ديسمبر 2013). "Quantum Annealing and Computation: A Brief Documentary Note". Science and Culture. ج. 79: 485–500. arXiv:1310.1339. Bibcode:2013arXiv1310.1339G.